# Mihran Azaryan
Mihran Azaryan (İzmit, 1876 – Isztambul, 1952) oszmán-örmény építész, aki főleg az Oszmán Birodalom korszakában alkotott. Nevezetesebb munkái: a Márvány-tengerben, Isztambul ázsiai partjával szemben elhelyezkedő Herceg-szigetek (törökül: Prens Adaları) legnagyobb tagján, a büyükadai mólóra épített kikötői épület, valamint az izmiti óratorony.

## Életrajz
Apja, Bedros Azaryan is építész volt. A mai Mimár Szinán Egyetem Szépművészeti Karán végzett (korabeli elnevezése törökül: Sanayi-i Nefise Mekteb-i Âlisi). Egy ideig Izmitben dolgozott, majd a katonai szolgálatát 1914 és 1918 között Isztambulban töltötte épületek tervezésével. A szakmáját később Samsun városában folytatta, de 1935-ben visszatért Isztambulba, és 1952-ben bekövetkezett haláláig ott élt.

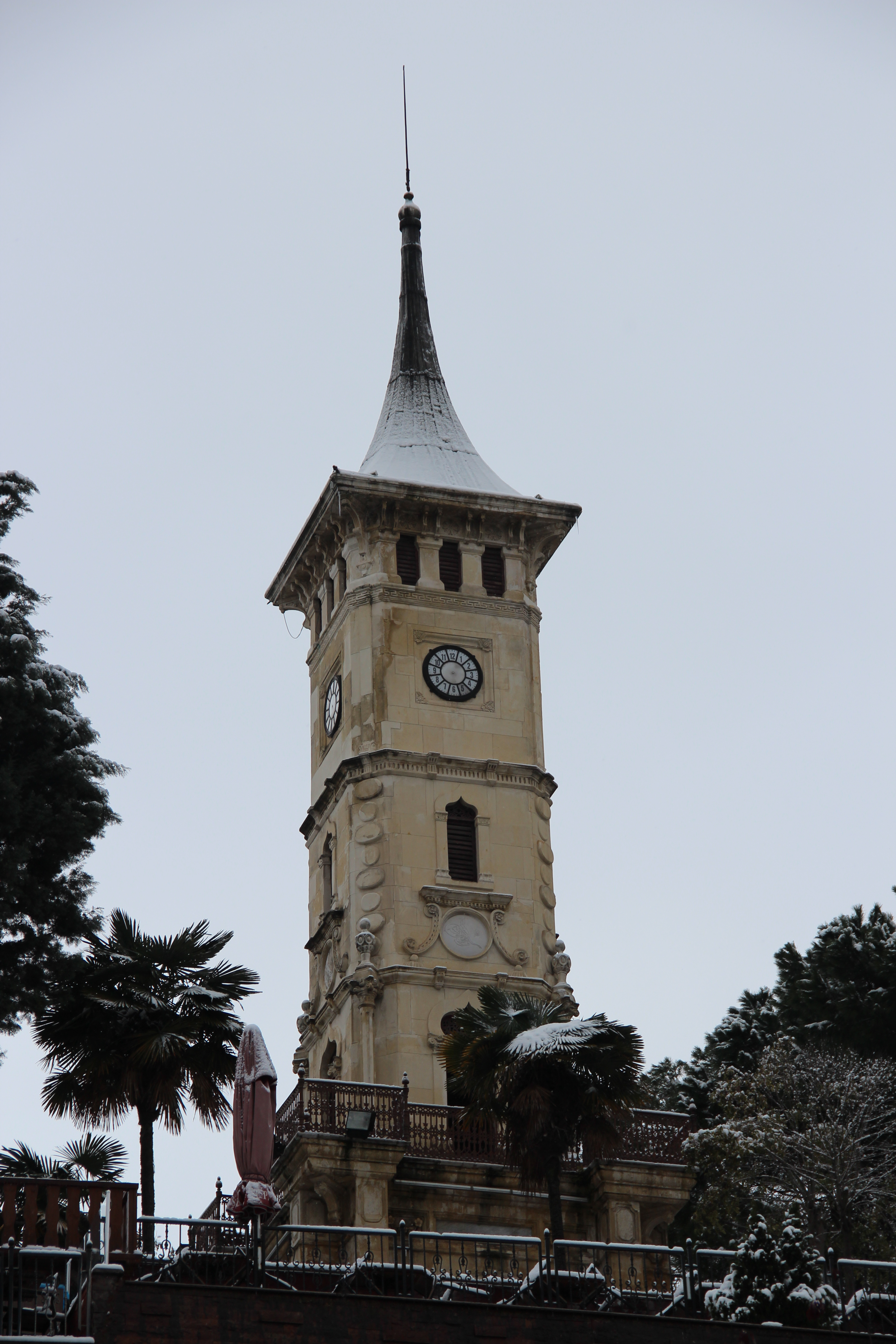
İzmit, óratorony

## Fordítás
- Ez a szócikk részben vagy egészben  a   Mihran Azaryan című török Wikipédia-szócikk fordításán alapul.  Az eredeti cikk szerkesztőit annak laptörténete sorolja fel. Ez a jelzés csupán a megfogalmazás eredetét és a szerzői jogokat jelzi, nem szolgál a cikkben szereplő információk forrásmegjelöléseként.
- Ez a szócikk részben vagy egészben  a   Mihran Azaryan című angol Wikipédia-szócikk fordításán alapul.  Az eredeti cikk szerkesztőit annak laptörténete sorolja fel. Ez a jelzés csupán a megfogalmazás eredetét és a szerzői jogokat jelzi, nem szolgál a cikkben szereplő információk forrásmegjelöléseként.